# Al and Zoot
Al and Zoot è un album di Al Cohn e Zoot Sims, pubblicato dalla Coral Records nel 1958.

## Tracce
Brani composti da Al Cohn, tranne dove indicato
Lato A
1. It's a Wonderful World – 6:27 (Harold Adamson, Jan Savitt, Johnny watson)
2. Brandy and Beer – 3:49
3. Two Funky People – 4:28
4. Chasing the Blues – 6:08

Lato B
1. Halley's Comet – 4:09
2. You're a Lucky Guy – 3:36 (Sammy Cahn, Saul Chaplin)
3. The Wailing Boat – 6:14
4. Just You, Just Me – 5:28 (Jesse Greer, Raymond Klages)

Edizione CD del 1998, pubblicato dalla GRP Records
1. It's a Wonderful World – 6:26 (Harold Adamson, Jan Savitt, Johnny Watson)
2. Brandy and Beer – 3:49 (Al Cohn)
3. Two Funky People – 4:29 (Al Cohn)
4. Chasing the Blues – 6:09 (Al Cohn)
5. Halley's Comet – 4:09 (Al Cohn)
6. You're a Lucky Guy – 3:37 (Sammy cahn, Saul Chaplin)
7. The Wailing Boat – 6:14 (Al Cohn)
8. Just You, Just Me – 5:32 (Jesse Greer, Raymond Klages)
9. Gone with the Wind – 6:17 (Herbert Magidson, Allie Wrubel) – Bonus Track

## Musicisti
- Al Cohn - sassofono tenore, clarinetto
- Zoot Sims - sassofono tenore, clarinetto
- Mosé Allison - pianoforte
- Teddy Kotick - contrabbasso
- Nick Stabulas - batteria[3]